# شش (آلبوم)
شش ششمین آلبوم‌ استودیویی فرزاد فرزین خواننده ایرانی است که در ۱۰ اسفند ۱۳۹۴ توسط انتشارات آوای دوران منتشر شد. شش به آهنگسازی فرزاد فرزین و علیرضا افشار ساخته شده و شامل ۱۲ قطعه است. این آلبوم، در ششمین سالگرد انتشار آلبوم شانس روانه بازار موسیقی کشور شد.
کوشان حداد، امیرمیلاد نیکزاد، مهران خلیلی، بهروز علیاری، اشکان آبرون، علیرضا افشار و آلتان توران تنظیم‌کنندگان قطعات این آلبوم هستند. آرش پاکزاد، کوشان حداد، محمد فلاحی، بهروز علیاری و ازگور یورت اوغلو در بخش میکس و مسترینگ آلبوم با فرزاد فرزین همکاری کرده‌اند.
در ابتدا قرار بود این آلبوم در ۶ اسفند منتشر شود ولی با توجه به تحقيقات ميدانی انجام شده در شبكه عرضه محصولات فرهنگي كشور و در راستاي توزيع گسترده و موفق آلبوم شش، تصميم بر آن شد تا در ۱۰ اسفند منتشر شود.

## فهرست قطعه‌ها
| نام ترانه                       | ترانه‌سرا                | آهنگساز      | تنظیم                         | مدت   |
| ------------------------------- | ----------------------- | ------------ | ----------------------------- | ----- |
| «تو چه باشی»                    | حامد رجبی و مسعود محمدی | فرزاد فرزین  | کوشان حداد                    | ۰۳:۳۹ |
| «قلبم»                          | حامد رجبی و مسعود محمدی | فرزاد فرزین  | امیرمیلاد نیکزاد              | ۰۳:۰۸ |
| «دیر اومدی»                     | حامد رجبی و مسعود محمدی | فرزاد فرزین  | اشکان آبرون                   | ۰۵:۱۲ |
| «شش»                            | حامد رجبی و مسعود محمدی | فرزاد فرزین  | بهروز علیاری                  | ۰۳:۲۱ |
| «چرا تو»                        | حامد رجبی و مسعود محمدی | فرزاد فرزین  | آلتان توران                   | ۰۳:۵۹ |
| «آره آره»                       | حامد رجبی و مسعود محمدی | علیرضا افشار | کوشان حداد                    | ۰۳:۴۹ |
| «گوشی»                          | حامد رجبی و مسعود محمدی | فرزاد فرزین  | اشکان آبرون                   | ۰۳:۲۶ |
| «تنهایی دو نفره»                | حامد رجبی و مسعود محمدی | فرزاد فرزین  | مهران خلیلی                   | ۰۳:۵۵ |
| «تو فکرتم»                      | حامد رجبی و مسعود محمدی | علیرضا افشار | امیرمیلاد نیکزاد علیرضا افشار | ۰۳:۴۵ |
| «عاشقت شدم»                     | حامد رجبی و مسعود محمدی | فرزاد فرزین  | کوشان حداد                    | ۰۳:۳۷ |
| «آدمای بعد تو»                  | حامد رجبی و مسعود محمدی | علیرضا افشار | اشکان آبرون                   | ۰۳:۵۰ |
| «ILL Be There» (آنجا خواهم بود) | کامران مجرد             | فرزاد فرزین  | مهران خلیلی                   | ۰۳:۴۰ |